# Бърда (община Будва)
Бърда (на сръбски: Брда) е село в Черна гора, разположено в община Будва. Намира се на 941 метра надморска височина. Населението му според преброяването през 2011 г. е 2 души.

## Население
Численост на населението според преброяванията през годините:
- 1948 – 28 души
- 1953 – 33 души
- 1961 – 39 души
- 1971 – 21 души
- 1981 – 0 души
- 1991 – 0 души
- 2003 – 0 души
- 2011 – 2 души